# Makrela królewska
Makrela królewska (Scomberomorus regalis) – gatunek morskiej ryby z rodziny makrelowatych (Scombridae).

## Występowanie
Ciepłe wody zachodniej części Oceanu Atlantyckiego i w Morzu Karaibskim. 

## Charakterystyka
Charakterystycznym znakiem rozpoznawczym gatunku są pomarańczowe i żółte pręgi na bokach, pozwalające odróżnić ją od makreli hiszpańskiej. Osiąga wagę 2,27 do 4,54 kg.